# M-V運載火箭
M-V運載火箭又稱M-5或Mu-5運載火箭，為日本研製的固態燃料火箭，以發射科學酬載為主，屬於Mu系列運載火箭，宇宙科學研究所於1990年代投入165億日圓研製M-V運載火箭。火箭長30.7公尺，直徑2.5公尺，總重約140公噸，為三節式火箭，可酬載1800公斤的衛星至250公里的低地球軌道。
M-V運載火箭屬於較大型的三節式固態燃料的導彈或火箭中，總重約139公噸，較美國空軍的LGM-118A和平守護者飛彈洲際彈道飛彈(88.5公噸)、洛克希德·馬丁公司的雅典娜II型運載火箭(120.7公噸)及俄羅斯的R-39 Rif潜艇发射弹道导弹(90公噸)大。而M-V火箭採用了較少見的斜向發射。

## 國家安全考量
固態燃料火箭的燃料能長時間儲存，且整備時間較短，於軍事應用上較具優勢；宇宙科學研究所於2003年併入宇宙航空研究開發機構，由於當時已運作液態燃料的H-IIA火箭，M-V火箭則面臨退役，但日本國會議員曾提出國家安全相關數據支持固態火箭技術。M-V運載火箭可迅速改裝成軍事武器，但可能於政治上面臨相當阻礙。

## 發射紀錄
M-V火箭於1997年首次發射HALCA無線電望遠鏡，隔年7月發射火星探測器希望號，但於2000年2月10日發射的Astro-EX射線天文衛星則遭遇失敗。由於該次失敗，隼鳥號延至2003年5月9日發射，目標小行星則改為小行星25143。至2005年7月10日發射了Astro-E2以替補2000年失敗的Astro-E。於2006年9月22日發射日出(SOLAR-B)太陽觀測衛星，為M-V火箭的最後一次發射。
| 發射日期(UTC)          | 編號  | 酬載衛星                                               | 結果                   |
| ---------------------- | ----- | ------------------------------------------------------ | ---------------------- |
| 1997年2月12日04:50:00  | M-V-1 | Muses B (HALCA)                                        | 成功                   |
| 1998年7月3日18:12:00   | M-V-3 | Planet B (希望號)                                      | 成功                   |
| 2000年210日01:30:00    | M-V-4 | ASTRO-E                                                | 失敗，第一節火箭故障   |
| 2003年5月9日04:29:25   | M-V-5 | Muses C (隼鸟号)                                       | 成功                   |
| 2005年7月10日 03:30:00 | M-V-6 | ASTRO-E2 (朱雀)                                        | 成功                   |
| 2006年2月21日21:28:00  | M-V-8 | ASTRO-F (光) CUTE-1.7-APD SSP (solar sail sub payload) | 成功 (SSP未能完全展開) |
| 2006年9月22日21:36     | M-V-7 | Solar-B (日出) HIT-SAT SSSAT (solar sail)              | 成功 (微衛星SSSat失敗) |

### 終止任務
M-V火箭運載的2號機及9號機原先預定發射LUNAR-A及破曉號，前者因開發進度落後，最終取消該計畫，而後者則變更由H-IIA運載火箭發射。

## 接續計畫
繼M-V運載火箭後，日本開發成本較低且能迅速裝配的固態運載火箭，稱Epsilon運載火箭，該火箭將運用H-IIA運載火箭的固態輔助火箭(SRB-A)作為第一級。

## 相關圖片

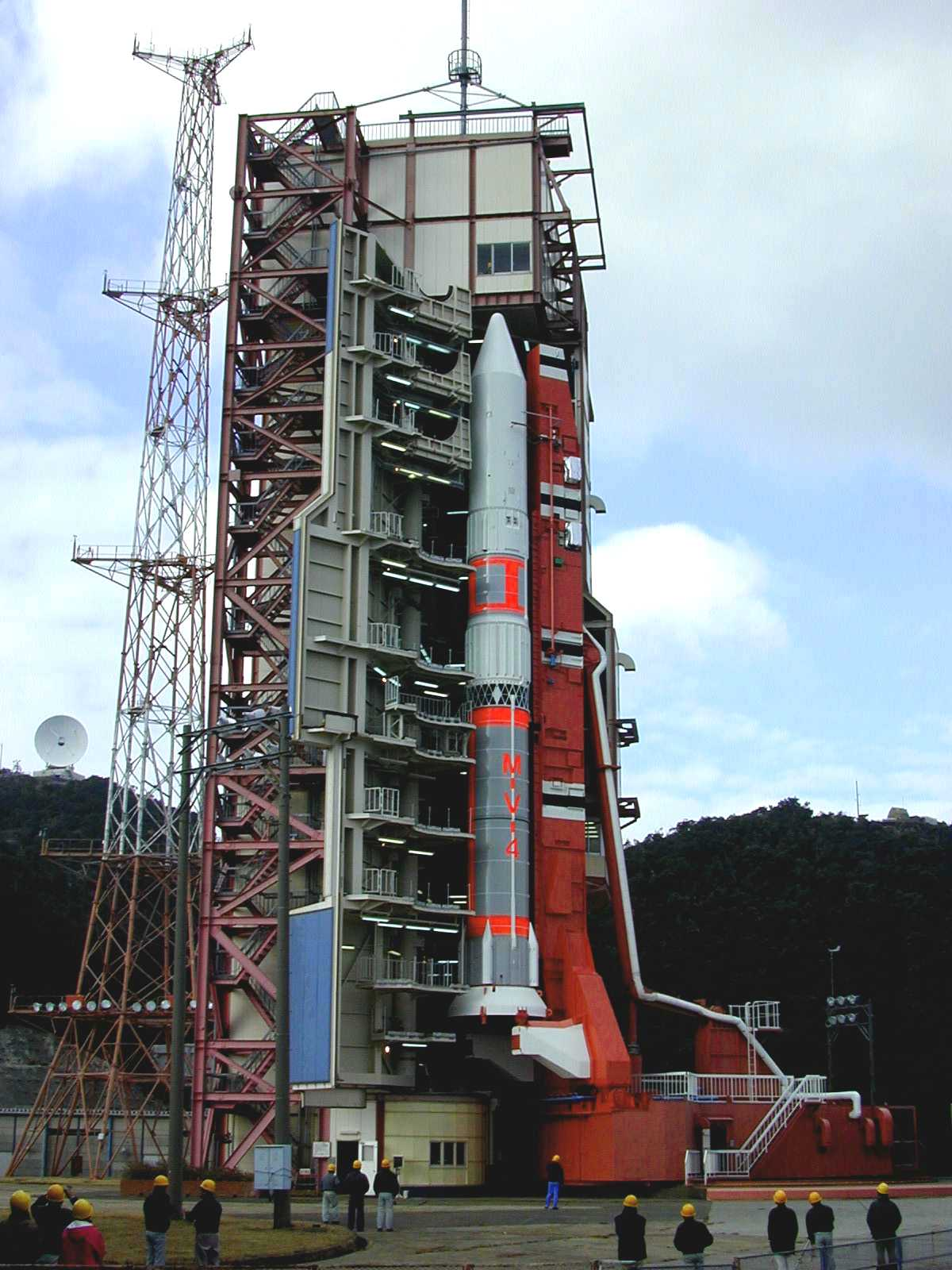
M-V四號機搭載Astro-E
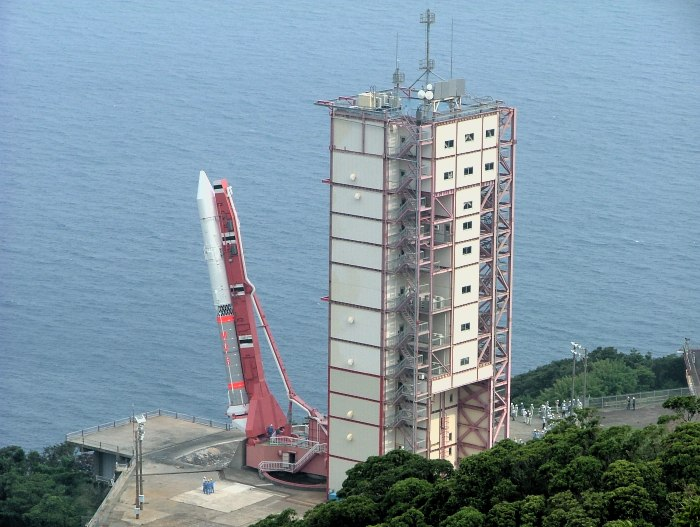
M-V六號機搭載Astro-E2(進行發射前測試)
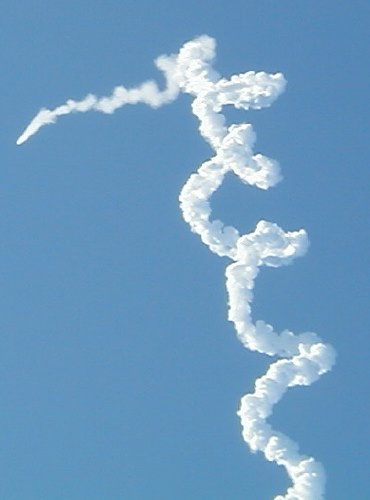
M-V四號機因第一節發生故障，姿態控制系統穩定箭體而繞行螺旋狀軌跡，第二節火箭啟動後，軌跡較為平直

## 外部連結
- M-V火箭(宇宙科學研究院)
- 先進固態火箭(宇宙航空研究開發機構)
- M-V(Encyclopedia Astronautica)